# Daniel Njo Lobé
Pour les articles homonymes, voir Lobé.
Daniel Njo Lobé est un acteur français.
Alternant rôles au cinéma, à la télévision et au théâtre, il a incarné, entre autres, le rôle de Fred dans les deux saisons de la série Marseille (2016-2018). En 2021, il  reçoit le prix d'interprétation masculine au Festival Séries Mania pour le rôle d'Idriss Toma dans la série Le Code (2021).
Très actif dans le doublage, il est notamment la voix française régulière d'Idriss Elba ,Mahershala Ali, Aaron Pierre ,Harold Perrineau Junior celle du personnage Victor Stone / Cyborg dans la quasi-totalité de ses apparitions dans les œuvres DC Comics depuis 2003 ou encore celle de Geralt de Riv depuis le second volet des jeux The Witcher.

## Biographie

### Cinéma et télévision
De 2005 à 2010, il tient le rôle de Nicolas Barbier, infirmier d'urgence, dans la série Équipe médicale d'urgence.
Il joue Fred dans la série Marseille (2016-2018).
En 2021, il reçoit le prix d'interprétation masculine au Festival Séries Mania pour son rôle de Idris Toma dans la série Le Code.

### Voix
Également très actif dans le doublage, il est la voix française régulière d'acteurs afro-américains tels que Harold Perrineau Jr., Lonnie Rashid « Common » Lynn, Jr., Mahershala Ali et Nonso Anozie.
Il est aussi une voix régulière de l'animation, étant notamment la voix du personnage Victor Stone / Cyborg dans les œuvres DC Comics depuis 2003. Participant à de nombreux jeux vidéo, il double notamment Geralt de Riv depuis le second volet des jeux The Witcher. Il est également la voix du Vice-Superviseur de Karnaca, Liam Byrne, dans Dishonored 2.

## Théâtre
- 2000 : Va donc chez Thorpe de François Billetdoux, mise en scène Georges Werler, théâtre du Vieux-Colombier (Comédie-Française)
- 2007 : Pièce Africaine Catherine Anne, mise en scène Catherine Anne, Théâtre de l'Est parisien (TEP)
- 2010 : La Monnaie de la pièce de Didier Caron et Roland Marchisio, mise en scène Didier Caron, théâtre Michel
- 2015  à aujourd'hui : Le Porteur d'histoire d'Alexis Michalik, Studio des Champs-Élysées : Alexandre Dumas (entre autres)
- 2018 : l'Arche, comédie musicale de Suzanne Legrand et Olivier Denizet, mise en scène Suzanne Legrand, Théâtre 13 : rôle de Noé
- 2025 : Gypsy d'Arthur Laurents et Jule Styne, mise en scène Laurent Pelly, Cité de la musique - Philharmonie de Paris

## Filmographie

### Cinéma
- 2005 : Sahara de Breck Eisner : le Touareg Sangare
- 2006 : Love (et ses petits désastres) de Alek Keshishian : Freedom
- 2007 : Fracassés de Franck Llopis : Éric
- 2012 : À l'aveugle de Xavier Palud : le garde du corps
- 2015 : Qui c'est les plus forts ? de Charlotte de Turckheim : Gordon
- 2016 : À tous les vents du ciel de Christophe Lioud : Sebastian
- 2023 : Une histoire d'amour d'Alexis Michalik : Le médecin
- 2024 : Challenger de Varante Soudjian : Patrick

### Télévision

#### Téléfilms
- 2012 : Antigone 34 de Louis-Pascal Couvelaire : Baptiste Firmin
- 2016 : Les Liens du cœur de Régis Musset : Jérémy Leroy
- 2018 : Traqués de Ludovic Colbeau-Justin : Jordan
- 2020 : Meurtres à Albi de Delphine Lemoine : Gilles Carasco
- 2020 : Maddy Etcheban de René Manzor : Aurélien Daguerre
- 2020 : Le Canal des secrets de Julien Zidi : le commandant Bessac
- 2020 : Mauvaise Mère d'Adeline Darraux : le docteur Debroux
- 2025 : Mort sur terre battue de Denis Malleval : Jacques Forrant

#### Séries télévisées
- 2003 : Diane, femme flic, épisode La Dette : Mayo
- 2004-2005 : Plus belle la vie (saison 1) : Pierre Anglade
- 2004 : Docteur Dassin, généraliste
- 2005 : Groupe flag (saison 3)
- 2005 : Faites comme chez vous !, épisode Bienvenue en enfer (saison 1) : le livreur de fleurs
- 2006 : Équipe médicale d'urgence (saison 1) : Nico Barbier
- 2006 : Une famille formidable, épisode Rien ne va plus et Un nouveau départ (saison 6) et Les adieux à Nono et La famille s'agrandit (saison 7) : Maurice
- 2006 : Femmes de loi (saison 6) : l'assistant Marine
- 2006 : Sœur Thérèse.com, épisode De main de maître (saison 5) : le videur
- 2007 : PJ, épisode Abus de faiblesse (saison 19) : Kinetete
- 2014 : Boulevard du Palais de Jean-Marc Vervoort
- 2015 : Crossing Lines de Xavier Gens
- 2015 : Engrenages de Frédéric Jardin : le commissaire Pantin
- 2015-2017 : Contact : Toussaint Lévi
- 2016-2018 : Marseille : Fred
- 2017 : Section de recherches, épisode En plein ciel (saison 11) : Gaspard Viel
- 2018 : Les Rivières pourpres : Thierry Chauveron
- 2019 : Double je de Laurent Dussaux et Akim Isker : maître Bernard
- 2019 : Nina, épisode Les Surhommes (5.7) de Jérôme Portheault : Sébastien
- 2019 : Riviera : le père Bruno (saison 2, épisode 6)
- 2019 : Astrid et Raphaëlle : Carl Bachert (épisode pilote)
- 2021 : Le Code : Idriss Toma (mini-série)
- 2021 : Mon ange d'Arnauld Mercadier : Le prêtre (mini-série)
- 2021 : Cassandre : épisode Le Secret de la ruche (saison 6) : Gabriel Ayo
- 2022 : La Faute à Rousseau d'Octave Raspail (saison 2, épisode 1) : Charles
- 2022 : PARA//ÈLES de Quoc Dang Tran (saison 1, épisode 3) : Mr Moreau
- 2023 : Follow de Louis Farge
- 2024 : Rivages de David Hourrègue : Laurent

## Doublage

### Cinéma

#### Films
- Mahershala Ali dans :
  - Droit de passage (2009) : détective Strickland
  - Predators (2010) : Mombasa
  - Hunger Games : La Révolte, partie 1 (2014) : le colonel Boggs
  - Hunger Games : La Révolte, partie 2 (2015) : le colonel Boggs
  - Free State of Jones (2016) : Moses Washington
  - Green Book : Sur les routes du sud (2018) : Don Shirley
  - Swan Song (2021) : Cameron Turner
  - Le Monde après nous (2023) : G. H. Scott

- Idris Elba dans :
  - Mandela : Un long chemin vers la liberté (2014) : Nelson Mandela
  - Double Trahison (2014) : Colin Evans
  - Le Livre de la jungle (2016) : Shere Khan (voix)
  - Bastille Day (2016) : Sean Briar
  - Fast and Furious: Hobbs and Shaw (2019) : Brixton Lore
  - Cats (2019) : Macavity
  - Luther : Soleil déchu (2023) : John Luther
  - Heads of State (2025) : le premier ministre Sam Clarke

- Harold Perrineau dans :
  - Matrix Reloaded (2003) : Link
  - Matrix Revolutions (2003) : Link
  - Félon (2008) : Jackson
  - 28 semaines plus tard (2008) : Flynn
  - Zero Dark Thirty (2013) : Jack
  - The Best Man Holiday (2013) : Julian Murch
  - Sabotage (2014) : Jackson

- Brian Tyree Henry dans :
  - Hotel Artemis (2018) : Honolulu
  - Child's Play : La Poupée du mal (2019) : l'inspecteur Mike Norris
  - Joker (2019) : Carl
  - Superintelligence (2020) : Dennis Caruso
  - La Femme à la fenêtre (2021) : l'inspecteur Little
  - Les Éternels (2021) : Phastos
  - Causeway (2022) : James

- Lonnie Rashid « Common » Lynn, Jr. dans :
  - Au bout de la nuit (2008) : Coates
  - Crazy Night (2010) : Collins
  - My Movie Project (2013) : Bob Mone
  - The Hate U Give : La Haine qu'on donne (2018) : oncle Carlos
  - The Informer (2019) : Grens
  - Ava (2020) : Michael

- Nonso Anozie dans :
  - Conan (2011) : Artus
  - Le Territoire des loups (2012) : Jackson Burke
  - La Stratégie Ender (2013) : sergent Dap
  - Otages à Entebbe (2018) : Idi Amin Dada
  - The Laundromat : L'Affaire des Panama Papers (2019) : Charles
  - Artemis Fowl (2020) : Domovoi Butler

- Terrence Howard dans :
  - Collision (2004) : Cameron
  - The Hunting Party (2007) : Duck
  - À vif (2007) : inspecteur Mercer
  - Awake (2007) : Jack Harper

- Taye Diggs dans :
  - Equilibrium (2002) : Andrew Brandt
  - Chicago (2002) : le joueur de piano
  - Brown Sugar (2002) : Andre Romulus « Dre » Ellis

- Forest Whitaker dans :
  - Des étoiles plein les yeux (2004) : le narrateur
  - Zulu (2013) : Ali Sokhela
  - Rogue One: A Star Wars Story (2016) : Saw Gerrera

- Corey Reynolds dans :
  - Le Terminal (2004) : Waylin
  - Selma (2014) : CT Vivian
  - NWA: Straight Outta Compton (2015) : le DJ Lonzo Williams

- Dorian Missick (en) dans : 
  - Le Chasseur de primes (2010) : Bobby Jenkins
  - Délivre-nous du mal (2014) : Goron
  - Shirley (2024) : Ronald « Ron » Dellums

- David Oyelowo dans :
  - La Planète des singes : Les Origines (2011) : Steve Jacobs
  - Paperboy (2012) : Yardley Acheman
  - Le Majordome (2013) : Louis Gaines

- Edwin Hodge dans :
  - American Nightmare (2013) : L'Intrus
  - Catacombes (2014) : Benji
  - Bumblebee (2018) : Danny

- Harry Lennix dans :
  - Man of Steel (2013) : le général Calvin Swanwick
  - Batman v Superman : L'Aube de la justice (2016) : le général Calvin Swanwick
  - Zack Snyder's Justice League (2021) : le général Calvin Swanwick / J'onn J'onzz / Martian Manhunter

- Bashir Salahuddin (en) dans :
  - Larguées (2017) : Morgan Russell
  - L'Ombre d'Emily (2018) : l'inspecteur Summerville
  - L'Ombre d'Emily 2 (2025) : l'inspecteur Summerville

- Aaron Pierre dans :
  - Old (2021) : Brendon « Mid-Sized Sedan »
  - Le Remplaçant (2023) : Terrance
  - Rebel Ridge (2024) : Terry Richmond

- Christopher « Ludacris » Bridges dans :
  - The Wash (2001) : un client
  - RocknRolla (2008) : Mickey

- Steve Harris dans :
  - Minority Report (2002) : Jad
  - American Nightmare 4 : Les Origines (2018) : Freddy

- Mekhi Phifer dans :
  - Othello 2003 (2004) : Odin « O » James
  - Divergente (2014) : Max

- Mike Colter dans :
  - Million Dollar Baby (2005) : Big Willie Little
  - South of Heaven (en) (2021) : Whit Price

- Michael Jai White dans :
  - Pourquoi je me suis marié ? (2007) : Marcus
  - Pourquoi je me suis marié aussi ? (2010) : Marcus

- Edi Gathegi dans :
  - Twilight, chapitre I : Fascination (2008) : Laurent
  - Twilight, chapitre II : Tentation (2009) : Laurent

- Michael Ealy dans :
  - Sept vies (2008) : Ben Thomas
  - L'Homme parfait (2015) : Carter Duncan / Robert Adams

- Boris Kodjoe dans :
  - Resident Evil: Afterlife (2010) : Luther West
  - Resident Evil: Retribution (2012) : Luther West

- Omari Hardwick dans :
  - Kick-Ass (2010) : Marcus Williams
  - The Mother (2023) : William Cruise

- Robert « RZA » Diggs dans :
  - Date limite (2010) : Marshall
  - Nobody 2 (2025) : Harry Mansell

- Morris Chestnut dans :
  - The Call (2013) : Paul Philips
  - Kick-Ass 2 (2013) : Marcus Williams

- Adewale Akinnuoye-Agbaje dans :
  - Du plomb dans la tête (2013) : Robert Nkomo Morel
  - Pompéi (2014) : Atticus

- Michael K. Williams dans : 
  - Triple 9 (2016) : « Sweet Pea »
  - Brooklyn Affairs (2019) : l'homme à la trompette

- Sam Richardson dans : 
  - Hors contrôle (2016) : Eric
  - The Tomorrow War (2021) : Charlie

- Wood Harris dans :
  - Blade Runner 2049 (2017) : Nandez
  - Space Jam : Nouvelle Ère (2021) : le coach

- Tituss Burgess dans :
  - Dolemite Is My Name (2019) : Theodore Toney
  - Respect (2021) : James Cleveland

- Deon Cole dans :
  - The Harder They Fall (2021) : Wiley Esco
  - La Couleur pourpre (2023) : Alfonso

- 2001 : Jurassic Park 3 : M.B. Nash (Bruce Young)
- 2002 : Beat Battle : Sean Taylor (Leonard Roberts)
- 2002 : Chicago : le photographe de la police (Bruce Beaton)
- 2002 : Dancer Upstairs : Clorindo (Javier Manrique)
- 2003 : In the Cut : Cornelius Webb (Sharrieff Pugh)
- 2003 : Scary Movie 3 : l'agent Thompson (Ja Rule)
- 2003 : Underworld : Kahn (Robbie Gee)
- 2003 : Filles de bonne famille : Huey (Donald Faison)
- 2003 : Coffee and Cigarettes : « Evil Twin » (Cinqué Lee)
- 2004 : The Last Shot : Ray Dawson (Troy Winbush)
- 2004 : Fat Albert : le vieux Harold (Aaron Frazier)
- 2004 : Le Jour d'après : Simon (Adrian Lester)
- 2004 : Le Vol du Phœnix : Jeremy (Sticky Fingaz)
- 2005 : Le Clown, le film : Daib (Patrice Bouédibéla)
- 2005 : L'Interprète : Ajene Xola (Curtiss Cook)
- 2005 : Dear Wendy : Sebastian (Danso Gordon (it))
- 2005 : Esprit de famille : Patrick Thomas (Brian White)
- 2006 : Butcher : La Légende de Victor Crowley : Victor Crowley / Thomas Crowley (Kane Hodder)
- 2006 : Bobby : Dwayne (Nick Cannon)
- 2006 : Rocky Balboa : Mason Dixon (Antonio Tarver)
- 2006 : Des serpents dans l'avion : Three G's (Flex Alexander)
- 2007 : Pirates des Caraïbes : Le Secret du coffre maudit : voix additionnelles
- 2007 : Les Rois du patin : Jesse (Romany Malco)
- 2007 : 300 : le messager perse (Peter Mensah)
- 2008 : X-Files : Régénération : l'agent Mosley Drummy (Alvin « Xzibit » Joiner)
- 2008 : Le Témoin amoureux : Felix (Kadeem Hardison)
- 2009 : Confessions d'une accro du shopping : D. Freak (John Salley)
- 2009 : Phénomènes paranormaux : Olatunde Osunsanmi (Olatunde Osunsanmi)
- 2010 : Les Trois Prochains Jours : le lieutenant Nabulsi (Lennie James)
- 2010 : Very Bad Cops : l'inspecteur Fosse (Damon Wayans Jr.)
- 2010 : Mother's Day : Treshawn Jackson (Lyriq Bent)
- 2010 : Buried : l'opérateur 411 (Kirk Baily (en))
- 2010 : Mange, prie, aime : ? (?)
- 2010 : Salt : ? (?)
- 2011 : Les Marches du pouvoir : le sénateur Thomson (Jeffrey Wright)
- 2011 : Monsieur Popper et ses pingouins : Yates (William C. Mitchell)
- 2011 : Transformers 3 : La Face cachée de la Lune : Hardcore Eddie (Lester Speight (en))
- 2011 : Bon à tirer (BAT) : Flats (J. B. Smoove)
- 2012 : Les Saphirs : Myron Ritchie (Don Battee)
- 2012 : Arbitrage : Ray Deferlito (Felix Solis)
- 2013 : Broken City : Tony Jansen (Michael Beach)
- 2013 : Effets secondaires : Jeffrey Chlids (Russel G. Jones (en))
- 2013 : Battle of the Year : Dante Graham (Laz Alonso)
- 2014 : La Belle et la Bête : Perducas (Eduardo Noriega)
- 2014 : Godzilla : le capitaine Russell Hampton (Richard T. Jones)
- 2014 : Interstellar : Romilly (David Gyasi)
- 2014 : Dear White People : Troy Fairbanks (Brandon P. Bell (en))
- 2015 : Night Run : l'officier Randle (Gavin-Keith Umeh)
- 2015 : L'Honneur des guerriers : Rodrigo (Daniel Adegboyega)
- 2015 : Témoin à louer : Otis / Alzado (Corey Holcomb (en))
- 2015 : Crazy Amy : LeBron James (LeBron James)
- 2015 : MI-5 Infiltration : Francis Warrender (David Harewood)
- 2016 : Jack Reacher: Never Go Back : Anthony Espin (Aldis Hodge)
- 2016 : Warcraft : Le Commencement : Orgrim Marteau-du-Destin (Robert Kazinsky)
- 2017 : Outsider : Mohamed Ali (Pooch Hall)
- 2017 : Transformers: The Last Knight : ? (?)
- 2018 : Horse Soldiers : le sergent de première classe Ben Milo (Trevante Rhodes)
- 2018 : Mute : Maksim (Gilbert Owuor)
- 2018 : Criminal Squad : Donnie Wilson (O'Shea Jackson Jr.)
- 2018 : Game Night : Val (Zerrick Williams)
- 2018 : Les Veuves : le révérend Wheeler (Jon Michael Hill)
- 2018 : The Predator : Coyle (Keegan-Michael Key)
- 2018 : Mowgli : La Légende de la jungle : Baloo (Andy Serkis) (voix)
- 2018 : Searching : Portée disparue : ? (?)
- 2018 : All About Nina (en) : ? (?)
- 2018 : Been So Long : Wendell (Ashley « Bashy » Thomas)
- 2019 : Captive State : Rafe Drummond (Jonathan Majors)
- 2019 : See You Yesterday : le prêtre (Samuel Smith)
- 2019 : Ad Astra : Willie Levant (Sean Blakemore (en))
- 2019 : Alex, le destin d'un roi : M. Kepler (Nathan Stewart-Jarrett)
- 2019 : Sang froid : Leighton « The Eskimo » Deeds (Arnold Pinnock (en))
- 2020 : Uncut Gems : Kevin Garnett (Kevin Garnett)
- 2020 : Òlòtūré (en) : Emeka (Blossom Chukwujekwu (en))
- 2020 : Meurtrie : Immaculate (Shamier Anderson)
- 2021 : Judas and the Black Messiah : « Steel » (Khris Davis (en))
- 2021 : Dans les angles morts : ? (?)
- 2021 : Je suis toutes les filles : Samuel Arendse (Brendon Daniels)
- 2021 : Hypnotique : l'inspecteur Wade Rollins (Dulé Hill)
- 2021 : Billie Holiday, une affaire d'État : Monroe (Erik LaRay Harvey (en))
- 2021 : La Protégée : ? (?)
- 2021 : Macbeth : l'assassin de Lady Macduff (Wayne T. Carr)
- 2022 : Morbius : Simon Stroud (Tyrese Gibson)
- 2022 : A Jazzman's Blues : Buster (E. Roger Mitchell)
- 2022 : The Woman King : le Migan (Sivuyile Ngesi)
- 2022 : Rainbow (es) : ? (?)
- 2022 : Emancipation : André Cailloux (Mustafa Shakir (en))
- 2022 : Glass Onion : Une histoire à couteaux tirés : Lionel Toussaint (Leslie Odom Jr.)
- 2022 : Matilda : ? (?)
- 2022 : Sneakerella (en) : Trey (Bryan Terrell Clark)
- 2023 : Ils ont cloné Tyrone : ? (?)
- 2023 : Le Pari de Chang (en) : Kendrick Perkins (Kendrick Perkins)
- 2023 : The Beanie Bubble (en) : Jeremy (Carl Clemons-Hopkins (en))
- 2023 : Expendables 4 : Easy Day (Curtis « 50 Cent » Jackson)
- 2023 : Back on the Strip (en) : Face (Bill Bellamy)
- 2023 : Fiction à l'américaine : Dr Clifford « Cliff » Ellison (Sterling K. Brown)
- 2023 : Winter Break : Danny (Naheem Garcia)
- 2024 : Deadpool et Wolverine : Eric Brooks / Blade (Wesley Snipes)
- 2024 : Le Livre de Clarence : Jésus (Nicholas Pinnock)
- 2024 : Mufasa : Le Roi lion : Kiros (Mads Mikkelsen)[2] (voix)
- 2025 : The Amateur : Caleb Horowitz (Danny Sapani)
- 2025 : Thunderbolts* : Gary, le représentant (Wendell Pierce)
- 2025 : Souviens-toi… l'été dernier : Andrew (Isaiah Mustafa)

#### Films d'animation
- 2004 : Bionicle 2 : Les Légendes de Metru Nui : Whenua
- 2005 : Bionicle 3 : La Menace de l'ombre : Whenua
- 2009 : Ultimate Avengers 2 : T'Challa / La Panthère noire[n 1]
- 2012 : Hôtel Transylvanie : Murray, la momie[n 2]
- 2013 : Khumba : Mkhulu[n 3]
- 2013 : Planes : Roper[n 4]
- 2014 : La Ligue des justiciers : Guerre : Victor Stone / Cyborg[n 5]
- 2015 : La Ligue des justiciers : Le Trône de l'Atlantide : Victor Stone / Cyborg[n 5]
- 2015 : Batman Unlimited : Monstrueuse pagaille : Victor Stone / Cyborg
- 2015 : Lego DC Comics Super Heroes : La Ligue des Justiciers contre la Ligue des Bizarro : Victor Stone / Cyborg, Cyzarro
- 2015 : Lego DC Comics Super Heroes : La Ligue des justiciers - L'Attaque de la Légion maudite : Victor Stone / Cyborg
- 2015 : Hôtel Transylvanie 2 : Murray, la momie[n 6]
- 2016 : La Ligue des justiciers vs. les Teen Titans : Victor Stone / Cyborg
- 2016 : Lego DC Comics Super Heroes: Justice League : S'évader de Gotham City : Victor Stone / Cyborg
- 2017 : Cars 3 : Bobby Swift
- 2018 : Les Indestructibles 2 : un des enquêteurs[n 7]
- 2018 : Lego DC Super Heroes: The Flash : Victor Stone / Cyborg
- 2018 : Lego DC Super Heroes: Aquaman : Victor Stone / Cyborg
- 2018 : Teen Titans Go! le film : Victor Stone / Cyborg
- 2018 : Hôtel Transylvanie 3 : Des vacances monstrueuses : Murray, la momie[n 6]
- 2018 : La Mort de Superman : Victor Stone / Cyborg
- 2018 : Spider-Man: New Generation : Jefferson Davis[n 8]
- 2018 : Ralph 2.0 : Lee le fonctionnaire
- 2019 : Le Règne des Supermen : Victor Stone / Cyborg[n 5]
- 2019 : Les Incognitos : Lance Sterling[n 9]
- 2020 : Justice League Dark: Apokolips War : Victor Stone / Cyborg[n 5]
- 2020 : Qui a peur des monstres ? : le capitaine Lightspeed
- 2020 : Soul : Ray Gardner
- 2021 : Teen Titans Go! découvrent Space Jam! : Victor Stone / Cyborg
- 2021 : Injustice : Victor Stone / Cyborg
- 2021 : Ron débloque : le policier qui arrête Barney et Ron
- 2022 : Hôtel Transylvanie : Changements monstres : Murray[n 6]
- 2022 : Krypto et les Super-Animaux : Victor Stone / Cyborg[n 10]
- 2023 : Spider-Man : Across the Spider-Verse : Jefferson Davis[n 8]
- 2023 : Mars Express : Carlos Rivera (création de voix)
- 2023 : Wish : Asha et la Bonne Étoile : voix additionnelles & chœurs (version française et québécoise)
- 2024 : Piece by Piece : Pharoah Williams
- 2024 : Le Seigneur des Anneaux : La Guerre des Rohirrim : le général Targg[n 11]
- 2025 : The Witcher : Les Sirènes des abysses : Geralt de Riv

### Télévision

#### Téléfilms
- 2011 : Mademoiselle Noël : Barry (Randy J. Goodwin)
- 2013 : L'Insupportable Soupçon : Joseph Moran (Boris Kodjoe)
- 2018 : Coaching mortel : Adam (Matt Cedeño)
- 2020 : Moi, Kamiyah, enlevée à la naissance : Justin Bamberg (Mizinga Mwinga)
- 2020 : La famille du péché : le shérif Langford (Tom Kiesche)
- 2020 : La Fabuleuse Histoire des sœurs Clark : Elbert Clark (Demore Barnes)
- 2021 : La Mort m'a sauvé la vie : Ed Thompson (Chike Okonkwo)
- 2021 : Triangle amoureux mortel : le lieutenant Booker (Terry Woodberry)
- 2021 : Noël tout feu tout flamme : Michael Foster (Colin Lawrence (en))
- 2021 : Vengeance sous les tropiques : Sussex (Kenneth Israel)
- 2022 : Ray Donovan: The Movie : Daryll Donovan (Pooch Hall)
- 2023 : Le Jeu fatal de mon amant : Robert (Austen Jaye)
- 2023 : L'Obsession de Natalie : l'inspecteur Carluccio (L. A. Williams)

#### Séries télévisées
- Leonard Roberts dans (9 séries) :
  - Les Experts : Miami (2004) : Brad Foster (saison 2, épisode 11)
  - Heroes (2006-2007) : D. L. Hawkins (17 épisodes)
  - Private Practice (2009) : Ryan (saison 2, épisode 17)
  - Castle (2010) : l'agent spécial Jason Avery (saison 2, épisodes 17 et 18)
  - Les Experts (2010) : Kyle Decker (saison 11, épisode 9)
  - The Client List (2013) : l'inspecteur Monroe (5 épisodes)
  - Mentalist (2014) : Elon Bell (saison 7, épisode 4)
  - American Crime Story (2016) : Dennis Schatzman (saison 1)
  - Major Crimes (2017-2018) : Leo Mason (16 épisodes)

- Mike Colter dans (7 séries) :
  - New York, cour de justice (2005) : l'officier Billy Tolbert (épisode 10)
  - New York, section criminelle (2007) : Dave Oldren (saison 6, épisode 13)
  - Following (2013-2015) : Nick Donovan (8 épisodes)
  - Jessica Jones (2015-2019) : Luke Cage (8 épisodes)
  - Luke Cage (2016-2018) : Luke Cage (26 épisodes)
  - The Defenders (2017) : Luke Cage (mini-série)
  - Evil (2019-2024) : David Acosta

- Hill Harper dans (6 séries) :
  - Les Experts : Miami (2004) : Sheldon Hawkes (saison 2, épisode 23)
  - Les Experts : Manhattan (2004-2013) : Sheldon Hawkes (197 épisodes)
  - Covert Affairs (2013-2014) : Calder Michaels (32 épisodes)
  - Limitless (2015-2016) : l'agent Spellman Boyle (22 épisodes)
  - Homeland (2016-2017) : Rob Emmons (saison 6)
  - Good Doctor (depuis 2017) : Dr Marcus Andrews (116 épisodes - en cours)

- Harold Perrineau Jr. dans (6 séries) :
  - Lost : Les Disparus (2004-2010) : Michael Dawson (63 épisodes)
  - Les Experts (2007) : le révérend Allistair Rhodes (saison 8, épisode 3)
  - Sons of Anarchy (2012) : Damon Pope (saison 5)
  - New York, unité spéciale (2013) : Brian Traymor (saison 14, épisode 14)
  - Esprits criminels (2017) : Calvin Shaw (saison 12)
  - From (depuis 2022) : Boyd Stevens

- Michael Ealy dans (6 séries) :
  - Flashforward (2009-2010) : Marshall Vogel (10 épisodes)
  - The Good Wife (2010-2011) : Derrick Bond (saison 2)
  - Californication (2011) : Ben (saison 4)
  - Wes et Travis (2012) : Travis Marks (12 épisodes)
  - Almost Human (2013-2014) : Dorian (10 épisodes)
  - Secrets and Lies (2016) : Eric Warner (saison 2)

- Leslie Odom Jr. dans (5 séries) :
  - Les Experts : Miami (2003-2006) : Joseph Kayle (9 épisodes)
  - Vanished (2006) : l'agent Malik Christo (10 épisodes)
  - Smash (2012-2013) : Sam Strickland (23 épisodes)
  - Person of Interest (2013-2014) : Peter Collier (8 épisodes)
  - New York, unité spéciale (2013-2015) : le révérend Curtis Scott (7 épisodes)

- Damon Gupton dans (4 séries) :
  - Suspect numéro un New York (2011-2012) : l'inspecteur Evrard Velerio (13 épisodes)
  - The Player (2015) : l'inspecteur Cal Brown (9 épisodes)
  - Goliath (2016) : Leonard Letts (saison 1)
  - Bates Motel (2016-2017) : Dr Gregg Edwards (8 épisodes)

- Demore Barnes dans (4 séries) :
  - XIII, la série (2012) : Martin Reynolds (9 épisodes)
  - American Gods (2017-2021) : M. Ibis (17 épisodes)
  - New York, unité spéciale (2019-2022) : Christian Garland (25 épisodes)
  - New York, crime organisé (2021) : Christian Garland (saison 1, épisode 5)

- LaRoyce Hawkins dans (4 séries) :
  - Chicago Fire (2013-2021) : l'officier Kevin Atwater (14 épisodes)
  - Chicago Police Department (depuis 2014) : l'officier Kevin Atwater (207 épisodes - en cours)
  - Chicago Justice (2017) : l'officier Kevin Atwater (épisodes 2 et 10)
  - Chicago Med (2019-2023) : l'officier Kevin Atwater (6 épisodes)

- Michael Jace dans :
  - The Shield (2002-2008) : Julian Lowe
  - Rizzoli and Isles (2010) : Malcolm Senna
  - Private Practice (2011) : Randy

- David Ramsey dans :
  - Dexter (2008-2009) : Anton Briggs (17 épisodes)
  - The Defenders (2010-2011) : Matt Ward (3 épisodes)
  - Blue Bloods (2011-2017) : le maire Carter Poole (20 épisodes)

- Anthony Anderson dans :
  - Pour le meilleur et le pire (2006-2007) : Cofel (6 épisodes)
  - New York, police judiciaire (2008-2010) : l'inspecteur Kevin Bernard (1re voix, saisons 19 et 20 - 50 épisodes)

- Randy J. Goodwin (en) dans :
  - Big Shots (2007-2008) : Oliver Davenport (3 épisodes)
  - Vampire Diaries (2010-2011) : Dr Jonas Martin (6 épisodes)

- Ashley Walters dans :
  - Les Arnaqueurs VIP (2007) : Billy Bond (saison 4)
  - Top Boy (2019-2023) : Dushane Hill (saisons 3 à 5)

- Todd Williams dans :
  - US Marshals : Protection de témoins (2008-2009) : l'inspecteur Robert Dershowitz (15 épisodes)
  - Panic (2021) : le capitaine John Williams (10 épisodes)

- Dondré Whitfield dans :
  - Cold Case : Affaires classées (2008-2010) : Jarrod Jones (3 épisodes)
  - Mistresses (2013-2014) : Paul Malloy (9 épisodes)

- Lyriq Bent dans :
  - Rookie Blue (2010-2014) : Frank Best (45 épisodes)
  - The Affair (2019) : Paul (3 épisodes)

- Idris Elba dans : 
  - Luther (2010-2019) : le capitaine John Luther (21 épisodes)
  - Charlie, monte le son (2019) : Charlie (8 épisodes)

- Alexander Karim dans :
  - Real Humans : 100 % humain (2013-2014) : Douglas Jarméus (7 épisodes)
  - Meurtres à Sandhamn (2018) : Carsten (saison 6, épisode 1)

- David Gyasi dans : 
  - Alerte Contagion (2016) : le major Lex Carnahan (mini-série)
  - Troie : La Chute d'une cité (2018) : Achille (mini-série)

- Mustafa Shakir (en) dans :
  - Timeless (2016) : Gregory Hayes (saison 1, épisode 6)
  - Cowboy Bebop (2021) : Jet Black

- Y'lan Noel (en) dans :
  - Insecure (2016-2018) : Daniel King (14 épisodes)
  - La Voix du lac (2024) : Ferdie Platt (mini-série)

- Ashley « Bashy » Thomas dans :
  - 24 Heures : Legacy (2017) : Isaac Carter (12 épisodes)
  - Salvation (2018) : Alonzo Carter (11 épisodes)

- Richard T. Jones dans : 
  - Wisdom : tous contre le crime (2017-2018) : l'inspecteur Tommy Cavanaugh (13 épisodes)
  - The Rookie : Le Flic de Los Angeles (depuis 2018) : le sergent Wade Grey

- Mahershala Ali dans :
  - True Detective (2019) : Wayne Hays (saison 3)
  - Le Droit d'être américain : Histoire d'un combat (2021) : lui-même (documentaire)

- McKinley Belcher III (en) dans :
  - The Passage (2019) : Anthony Carter
  - One Piece (2023) : Arlong

- Ariyon Bakare dans :
  - His Dark Materials : À la croisée des mondes (2019-2020) : Lord Carlo Boreal (12 épisodes)
  - Crossfire (en) (2022) : Paul (mini-série)

- Mekhi Phifer dans :
  - Truth Be Told : Le Poison de la vérité (2019-2023) : Markus Knox (28 épisodes)
  - Love, Victor (2020-2022) : Harold Brooks (13 épisodes)

- Martin Roach dans :
  - Locke and Key (2020-2021) : l'inspecteur Daniel Mutuku (8 épisodes)
  - See (2021-2022) : le capitaine Gosset (10 épisodes)

- Nicholas Pinnock dans :
  - For Life (2020-2021) : Aaron Wallace (23 épisodes)
  - Django (2023) : John Ellis

- Lonnie Rashid « Common » Lynn, Jr. dans :
  - Mes premières fois (2021) : Dr Chris Jackson (saison 2)
  - Silo (depuis 2023) : Robert Sims

- 2003 : À la Maison-Blanche : Orlando Kettles (Omar Benson Miller)
- 2004-2006 : ReGenesis : Connor McGuinn (Maurice Dean Wint)
- 2005 : Into the West : Henry Foster (Kwesi Ameyam) (mini-série)
- 2005-2006 : Desperate Housewives : Caleb Applewhite (Nashawn Kearn)
- 2005-2006 : Entourage : Brian « Saigon » Carenard (Brian « Saigon » Carenard)
- 2006 : 30 Rock : Steven Black (Wayne Brady)
- 2006 : Ugly Betty : Neal Delongpre (Eric Jordan Young) (saison 1, épisode 1)
- 2008 : Eleventh Hour : Isaac Richmond (Dennis Hill)
- 2008 : Grey's Anatomy : Omar Toussant (Steve Harris)
- 2008-2009 : True Blood : Benedict « Eggs » Talley (Mehcad Brooks)
- 2008-2009 : Crash : Anthony Adams (Jocko Sims)
- 2008-2009 : 24 Heures chrono : Ule Matobo (Isaac de Bankolé)
- 2008-2009 : L'Agence n°1 des dames détectives : JLB Matekoni (Lucian Msamati)
- 2010 : The Whole Truth : Terrence « Edge » Edgecomb (Eamonn Walker)
- 2010 : Esprits criminels : l'inspecteur Landon Kaminski (Khary Payton)
- 2010 : Robin des Bois : Blamire (Fraser James)
- 2010-2011 : Lie to Me : Marcus Weaver (Lawrence Gilliard, Jr.) (saison 3, épisode 8) et Kyle Putnam (Paul James) (saison 3, épisode 13)
- 2011 : Chicago Code : Ellis Hicks (Phillip Edward Van Lear)
- 2011 : Hawthorne : Infirmière en chef : Evan Whitlock (Brooklyn McLynn)
- 2011 : Suits : Avocats sur mesure : Clifford Watkins (Andrew Pastides) (saison 1, épisode 1)
- 2011-2012 : Homeland : David Estes (David Harewood)
- 2012-2013 : Person of Interest : Cal Beecher (Sterling K. Brown)
- 2012-2013 : Scandal : Edison Davis (Norm Lewis)
- 2012 / 2019-2020 : The Walking Dead : Virgil (Kevin Carroll) et Oscar (Vincent Ward)
- 2013 : Derek : Deon (Ben Bailey Smith) (saison 1, épisode 5)
- 2013 : Body of Proof : Paul Foster (Billy Mayo) (saison 3, épisode 1), Michael Avery (Derek Webster) (saison 3, épisode 4)
- 2013-2015 : Motive : Boyd Bloom (Roger Cross)
- 2013-2020 : Ray Donovan : Daryll Donovan (Pooch Hall)
- 2014 : Penny Dreadful : Sembene (Danny Sapani)
- 2014 : Believe : Niko Zepeda (Nick E. Tarabay)
- 2014 : Bones : Victor Stark (Sterling Macer Jr)
- 2015 : Prey : Jeff Crabtree (Kevin Harvey) (mini-série)
- 2015 : Scorpion : l'US Marshal (Ryan Sands) (saison 1, épisode 20)
- 2016 : The Five : Danny Kenwood (O. T. Fagbenle)
- 2016-2017 : Jean-Claude Van Johnson : Victor (Deren Tadlock)
- 2017 : Sneaky Pete : James Bagwell (Malcolm-Jamal Warner)
- 2017 : Inhumans : Gorgone (Eme Ikwuakor)
- 2017 : Six : Aabid (Philip Fornah)
- 2017-2018 : The Brave : Ezekiel « Preach » Carter (Demetrius Grosse)
- 2017-2020 : Liar : la nuit du mensonge : Liam Sutcliffe (Richie Campbell) (12 épisodes)
- 2018 : The Magicians : Hadès (Michael Luwoye)
- 2018 : Maniac : D'nail Briggs / 7 (Stephen Hill) (mini-série)
- 2018 : La Méthode Kominsky : Arthur Dickinson, l'agent des impôts (Jeffrey D. Sams) (saison 1, épisode 7)
- 2018 : Castle Rock : Henry Deaver (André Holland) (10 épisodes)
- 2018[3]-2021 : Cobra Kai : Daryl (Keith Arthur Bolden) (4 épisodes)
- 2019 : Dans leur regard : Raymond Santana (Freddy Miyares) (mini-série)
- 2019 : The Enemy Within : Will Keaton (Morris Chestnut)
- 2019 : The Son : le shérif Moses Dart (Cedric Duplechain)
- 2019 : Mindhunter : le commissaire Lee Brown (Dohn Norwood)
- 2019 : Too Old to Die Young : Damian (Babs Olusanmokun) (mini-série)
- 2019 : For All Mankind : Clayton Poole (Edwin Hodge)
- 2019 : Watchmen : Calvin « Cal » Abar / Dr Manhattan (Yahya Abdul-Mateen II)
- 2019 : The Fix : Severen « Sevvy » Johnson (Adewale Akinnuoye-Agbaje)
- 2019 : V Wars : Michael « Mick » Fayne (Adrian Holmes)
- 2019 : Le Tueur de l'ombre : Jan Michelsen (Kenneth M. Christensen)
- 2019-2020 : Los Angeles : Bad Girls : Ben Baines (Duane Martin)
- 2020 : October Faction : Omari (Andrew Moodie) (saison 1, épisodes 8 et 10)
- 2020 /2020-2021 : Outer Banks : M. Sunn (Chris Gerard) (saison 1, épisode 5) et l'agent Bratcher (Brad James) (4 épisodes)
- 2020 : Queen Sono : Ulrich Govender (Vaneshran Arumugam) (saison 1, épisode 4)
- 2020 : Les Nouvelles Légendes du roi singe : Gorm (Tawanda Manyimo)
- 2020 : Lovecraft Country : Atticus « Tic » Freeman (Jonathan Majors)
- 2021 : Jupiter's Legacy : le capitaine Borges (Conrad Coates) (4 épisodes)
- 2021 : Rebel : Benji Ray (James Lesure) (10 épisodes)
- 2021 : Schmigadoon! : ? (?) (saison 1, épisode 4)
- 2021 : Crime et Justice : Nairobi (en) : Peter (Melvin Alusa (en)) (saison 1, épisodes 5 et 8)
- 2021-2022 : Only Murders in the Building : Dr Grover Stanley (Russell G. Jones) (7 épisodes)
- depuis 2021 : La Roue du temps : Loial (Hammed Animashaun)
- 2022 : Love & Anarchy : Linus (David Lenneman) (saison 2, épisodes 3 et 4)
- 2022 : You Don't Know Me (en) : ? (?)
- 2022 : Sandman : Ruthven Sykes (Ansu Kabia) (saison 1, épisodes 1 et 2)
- 2022-2023 : Winning Time: The Rise of the Lakers Dynasty (en) : Norm Nixon (DeVaughn Nixon) (17 épisodes)
- 2022-2024 : 61st Street (en) : Big Phil (Jerod Haynes)
- 2022-2025 : Andor : Saw Gerrera (Forest Whitaker)
- 2023 : Ghosts of Beirut (en) : Mike (Seabert Henry) (mini-série)
- 2023 : The Lazarus Project : Robin Lerner (Colin Salmon) (saison 2)
- 2023 : Champion (en) : Everald (Sheldon Sheperd) (saison 1, épisode 6)
- 2024 : The Walking Dead: The Ones Who Live : le lieutenant-colonel Donald Okafor (Craig Tate)
- 2024 : Masters of the Air : le colonel Benjamin O. Davis (Jerry MacKinnon) (mini-série)
- 2024 : Sugar : Dr Vickers (Scott Lawrence (en))
- 2024 : Shardlake : Détective de l'ombre (en) : l'abbé Fabian (Babou Ceesay (en)) (mini-série)
- 2024 : Cross : John Sampson (Isaiah Mustafa)
- 2024 : Nightsleeper : Leon Parhill (Micah Balfour (en)) (mini-série)
- 2024 : Elsbeth : Cliff McGrath (Blair Underwood) (saison 1, épisode 5)
- 2024 : Blood Legacy (en) : Dumisani Khumalo (Bonga Dlamini)
- 2025 : Dope Thief : Raymond « Ray » Driscoll (Brian Tyree Henry) (mini-série)
- 2025 : Une nature sauvage : Lawrence Hamilton (Joe Holt)

#### Séries d'animation
- 2003-2006 : Teen Titans : Victor Stone / Cyborg
- 2012-2018 : Dragons : Krogan et Drago
- 2013 : Lanfeust Quest : Thanos (création de voix)
- 2013-2025 : Teen Titans Go! : Victor Stone / Cyborg, Sticky Joe et voix additionnelles
- 2015 : DC Super Friends : Cyborg
- 2016-2018 : La Ligue des justiciers : Action : Cyborg
- 2017 : Star Wars Rebels :  Saw Gerrera
- 2018-2024 : Le Prince des dragons : Aaravos[n 12]
- 2019 : Seis Manos : Wallace Brister[n 13]
- 2019[n 14]-2023 : Vinland Saga : Thors
- 2020 : Les Mystérieuses Cités d'or : Neshangwe Munembire (création de voix)
- 2021 : Yasuke : Yasuke[n 15]
- 2021-2023 : Star Wars: The Bad Batch : Saw Gerrera (saison 1, épisode 1 et saison 2, épisode 15)
- 2021 : Le Monde de Karma (en) : le père de Karma
- 2022 : Lastman Heroes : Shane Mamoru et voix additionnelles (création de voix)
- depuis 2022 : Bleach: Thousand-Year Blood War : Yhwach
- 2023 : Agent Elvis : Elvis noir
- 2024 : Hazbin Hotel : Zestial
- 2024 : Iwájú : Tunde Martins (mini-série)
- 2024 : Ariel : le roi Triton[n 16]
- 2025 : Votre fidèle serviteur Spider-Man : Benjamin « Big Ben » Donovan (en)
- 2025 : Eyes of Wakanda : Memnon / B'Kai (mini-série)

### Jeux vidéo
- 2005 : The Matrix: Path of Neo : Link
- 2006 : Gothic 3 : Gorn[n 17]
- 2006 : Tom Clancy's Splinter Cell: Double Agent : Carson Moss[n 17]
- 2007 : Bee Movie, le jeu (en) : voix additionnelles
- 2008 : Lost : Les Disparus, le jeu vidéo : Michael Dawson
- 2010 : Halo: Reach : Emile - A239
- 2010 : Tom Clancy's Splinter Cell: Conviction : Shawn Robertson[n 17]
- 2011 : The Witcher 2: Assassins of Kings : Geralt de Riv
- 2011 : Driver: San Francisco : Tobias Jones
- 2012 : Binary Domain : Roy « Big Bo » Boateng
- 2012 : Hitman: Absolution : Sanchez
- 2013 : Injustice : Les dieux sont parmi nous : Victor Stone / Cyborg[n 17]
- 2013 : Beyond: Two Souls : Cole
- 2013 : Planes : voix additionnelles
- 2014 : Watch Dogs + (DLC : Bad Blood) : voix additionnelles[n 17]
- 2014 : Far Cry 4 : Longinus
- 2015 : The Witcher 3: Wild Hunt : Geralt de Riv[n 17]
- 2015 : The Witcher 3: Wild Hunt - Hearts of Stone : Geralt de Riv[n 17]
- 2015 : Batman: Arkham Knight : voix additionnelles
- 2015 : Need For Speed : Emanuel[n 17]
- 2016 : The Witcher 3: Wild Hunt - Blood and Wine : Geralt de Riv[n 17]
- 2016 : Dishonored 2 : le Vice-Superviseur de Karnaca Liam Byrne[n 17]
- 2016 : Watch Dogs 2 : voix additionnelles[n 17]
- 2017 : Injustice 2 : Victor Stone / Cyborg[n 17]
- 2017 : Lego Marvel Super Heroes 2 : Luke Cage
- 2017 : Star Wars Battlefront II : le capitaine Lindsey[n 17]
- 2018 : Lego DC Super-Villains : Victor Stone / Cyborg et Mazahs[n 17]
- 2018 : Hearthstone : le roi Rastakhan
- 2018 : Monster Hunter: World : Geralt de Riv (DLC The Witcher)
- 2018 : Overwatch : Bouldozer (voix du méca)
- 2018 : Gwent: The Witcher Card Game : Geralt de Riv
- 2018 : Thronebreaker: The Witcher Tales : Geralt de Riv
- 2019 : Resident Evil 2 Remake : le lieutenant Marvin Branagh[n 17]
- 2019 : World of Warcraft : le roi Rastakhan
- 2019 : Anthem : Prindel Blatch
- 2019 : Days Gone : le capitaine Derrick Kouri
- 2019 : Rage 2 : voix additionnelles[n 17]
- 2019 : Borderlands 3 : Clay
- 2019 : Man of Medan : Olson
- 2019 : Star Wars Jedi: Fallen Order : Saw Gerrera[n 17],[n 18]
- 2019 : Tom Clancy's Ghost Recon Breakpoint : le sergent Joshua Hill
- 2020 : Resident Evil 3 Remake : le lieutenant Marvin Branagh[n 17]
- 2020 : The Last of Us Part II : Isaac Dixon[n 19]
- 2020 : Mafia: Definitive Edition : voix additionnelles[n 17]
- 2020 : Fuser : Danny Humbles
- 2021 : Destiny 2 : Mithrax
- 2021 : Ratchet and Clank: Rift Apart : Fantôme
- 2021 : Assassin's Creed Valhalla : le roi Charles le Gros (DLC : Le Siège de Paris)
- 2021 : Marvel's Avengers : La Guerre pour le Wakanda : Zawavari
- 2022 : Lost Ark : ?
- 2022 : Overwatch 2 : Bouldozer (voix du méca)
- 2022 : League of Legends : K'Santé
- 2023 : Starfield : ?
- 2023 : Cyberpunk 2077 : Phantom Liberty (en) : voix additionnelles
- 2023 : Avatar: Frontiers of Pandora : Mokasa
- 2024 : Warhammer 40,000: Space Marine 2 : Quartus

## Voix off

### Publicité
- 2022 : Feu Vert : voix du requin dans la campagne des 50 ans[4]

## Distinction
- Festival Séries Mania 2021 : Meilleur acteur pour Le Code[1]